# Campionat del Món d'hoquei sobre patins femení de 2002
Entre el 6 i el 12 d'octubre de 2002 es disputà a Paços de Ferreira (Portugal) el 6è Campionat del Món d'hoquei patins femení.
Al torneig hi van participar les seleccions d'hoquei de 16 països, repartides a la primera ronda en 4 grups.
La final del campionat la van disputar les seleccions d'Argentina, campiona a l'edició de 1998, i de Brasil. El partit el va guanyar Argentina per 4 gols a 1.

## Participants
Hi van patricipar 16 seleccions nacionals, de les quals 6 equips eren d'Amèrica, 6 provenien d'Europa i 2 eren asiàtics.
| Grup A | Grup A       |
| ------ | ------------ |
|        | Anglaterra   |
|        | Espanya      |
|        | Estats Units |
|        | Sud-àfrica   |

| Grup B | Grup B   |
| ------ | -------- |
|        | Índia    |
|        | Japó     |
|        | Portugal |
|        | Suïssa   |

| Grup C | Grup C    |
| ------ | --------- |
|        | Argentina |
|        | Austràlia |
|        | França    |
|        | Mèxic     |

| Grup D | Grup D   |
| ------ | -------- |
|        | Alemanya |
|        | Brasil   |
|        | Colòmbia |
|        | Egipte   |

## Fase Regular
Els horaris corresponen a l'hora de Portugal (zona horària: UTC+1), als Països Catalans són 1 hora més.

### Llegenda
En les taules següents:
| Pts = Punts totals PJ = Partits jugats PG = Partits guanyats PE = Partits empatats PP = Partits perduts GF = Gols a favor |  | GC = Gols en contra DG = Diferència de gols (GF-GC) Ressaltat en verd = Equip classificat per a la segona fase. Ressaltat en vermell = Equip eliminat per a la segona fase. (p) = Gol de penalti (fd) = Gol de falta directa |  |  |

### Grup A
| Equip        | Pts | PJ | PG | PE | PP | GF | GC | DG  |
| ------------ | --- | -- | -- | -- | -- | -- | -- | --- |
| Espanya      | 9   | 3  | 3  | 0  | 0  | 31 | 0  | +31 |
| Estats Units | 6   | 3  | 2  | 0  | 1  | 12 | 10 | +2  |
| Anglaterra   | 3   | 3  | 1  | 0  | 2  | 10 | 13 | -3  |
| Sud-àfrica   | 0   | 3  | 0  | 0  | 3  | 2  | 32 | -30 |

| 6 d'octubre de 2002 9:00 |     |         |                                |
| Estats Units             | 0-7 | Espanya | Assistència: 1.500 espectadors |
|                          |     |         | Assistència: 1.500 espectadors |

| 6 d'octubre de 2002 16:45 |     |            |                                |
| Sud-àfrica                | 0-9 | Anglaterra | Assistència: 1.500 espectadors |
|                           |     |            | Assistència: 1.500 espectadors |

| 7 d'octubre de 2002 9:00 |     |              |  |
| Anglaterra               | 1-3 | Estats Units |  |
|                          |     |              |  |

| 7 d'octubre de 2002 18:10 |      |            |  |
| Espanya                   | 14-0 | Sud-àfrica |  |
|                           |      |            |  |

| 8 d'octubre de 2002 9:00 |     |            |                              |
| Estats Units             | 9-2 | Sud-àfrica | Assistència: 700 espectadors |
|                          |     |            | Assistència: 700 espectadors |

| 8 d'octubre de 2002 18:10 |      |            |                              |
| Espanya                   | 10-0 | Anglaterra | Assistència: 700 espectadors |
|                           |      |            | Assistència: 700 espectadors |

### Grup B
| Equip    | Pts | PJ | PG | PE | PP | GF | GC | DG  |
| -------- | --- | -- | -- | -- | -- | -- | -- | --- |
| Portugal | 9   | 3  | 3  | 0  | 0  | 20 | 1  | +19 |
| Japó     | 4   | 3  | 1  | 1  | 0  | 10 | 1  | +9  |
| Suïssa   | 4   | 3  | 1  | 1  | 0  | 11 | 4  | +7  |
| Índia    | 0   | 3  | 0  | 0  | 3  | 1  | 34 | -33 |

| 6 d'octubre de 2002 10:20 |      |       |                                |
| Suïssa                    | 10-0 | Índia | Assistència: 1.500 espectadors |
|                           |      |       | Assistència: 1.500 espectadors |

| 6 d'octubre de 2002 19:30 |     |          |                                |
| Japó                      | 0-2 | Portugal | Assistència: 1.500 espectadors |
|                           |     |          | Assistència: 1.500 espectadors |

| 7 d'octubre de 2002 10:20 |     |      |  |
| Índia                     | 0-9 | Japó |  |
|                           |     |      |  |

| 7 d'octubre de 2002 19:30 |     |        |  |
| Portugal                  | 3-0 | Suïssa |  |
|                           |     |        |  |

| 8 d'octubre de 2002 10:20 |     |      |                              |
| Suïssa                    | 1-1 | Japó | Assistència: 700 espectadors |
|                           |     |      | Assistència: 700 espectadors |

| 8 d'octubre de 2002 19:30 |      |          |                              |
| Índia                     | 1-15 | Portugal | Assistència: 700 espectadors |
|                           |      |          | Assistència: 700 espectadors |

### Grup C
| Equip     | Pts | PJ | PG | PE | PP | GF | GC | DG  |
| --------- | --- | -- | -- | -- | -- | -- | -- | --- |
| Argentina | 9   | 3  | 3  | 0  | 0  | 26 | 5  | +21 |
| França    | 6   | 3  | 2  | 0  | 1  | 20 | 5  | +15 |
| Austràlia | 3   | 3  | 1  | 0  | 2  | 12 | 11 | +1  |
| Mèxic     | 0   | 3  | 0  | 0  | 3  | 4  | 41 | -37 |

| 6 d'octubre de 2002 11:40 |      |       |                                |
| França                    | 14-1 | Mèxic | Assistència: 1.500 espectadors |
|                           |      |       | Assistència: 1.500 espectadors |

| 6 d'octubre de 2002 20:50 |     |           |                                |
| Austràlia                 | 2-5 | Argentina | Assistència: 1.500 espectadors |
|                           |     |           | Assistència: 1.500 espectadors |

| 7 d'octubre de 2002 11:40 |      |           |  |
| Mèxic                     | 3-10 | Austràlia |  |
|                           |      |           |  |

| 7 d'octubre de 2002 20:50 |     |        |  |
| Argentina                 | 4-3 | França |  |
|                           |     |        |  |

| 8 d'octubre de 2002 11:40 |     |           |                              |
| França                    | 3-0 | Austràlia | Assistència: 700 espectadors |
|                           |     |           | Assistència: 700 espectadors |

| 8 d'octubre de 2002 20:50 |      |           |                              |
| Mèxic                     | 0-17 | Argentina | Assistència: 700 espectadors |
|                           |      |           | Assistència: 700 espectadors |

### Grup D
| Equip    | Pts | PJ | PG | PE | PP | GF | GC | DG  |
| -------- | --- | -- | -- | -- | -- | -- | -- | --- |
| Brasil   | 9   | 3  | 3  | 0  | 0  | 40 | 1  | +39 |
| Alemanya | 6   | 3  | 2  | 0  | 1  | 21 | 5  | +16 |
| Egipte   | 3   | 3  | 1  | 0  | 2  | 7  | 35 | -28 |
| Colòmbia | 0   | 3  | 0  | 0  | 3  | 4  | 31 | -27 |

| 6 d'octubre de 2002 13:00 |     |          |                                |
| Alemanya                  | 9-1 | Colòmbia | Assistència: 1.500 espectadors |
|                           |     |          | Assistència: 1.500 espectadors |

| 6 d'octubre de 2002 22:10 |      |        |                                |
| Egipte                    | 0-21 | Brasil | Assistència: 1.500 espectadors |
|                           |      |        | Assistència: 1.500 espectadors |

| 7 d'octubre de 2002 13:00 |     |        |  |
| Colòmbia                  | 3-5 | Egipte |  |
|                           |     |        |  |

| 7 d'octubre de 2002 22:10 |     |          |  |
| Brasil                    | 2-1 | Alemanya |  |
|                           |     |          |  |

| 8 d'octubre de 2002 13:00 |      |        |                              |
| Alemanya                  | 11-2 | Egipte | Assistència: 700 espectadors |
|                           |      |        | Assistència: 700 espectadors |

| 8 d'octubre de 2002 22:10 |      |        |                              |
| Colòmbia                  | 0-17 | Brasil | Assistència: 700 espectadors |
|                           |      |        | Assistència: 700 espectadors |

## Fase Final
|  | Quarts de final                  | Quarts de final                  |                                  |          | Semifinals  | Semifinals  |  |  | Final                            | Final |
|  |                                  |                                  |                                  |          |             |             |  |  |                                  |       |
|  | 10 d'octubre - Paços de Ferreira |                                  |                                  |          |             |             |  |  |                                  |       |
|  |                                  |                                  |                                  |          |             |             |  |  |                                  |       |
|  | Espanya                          | 6                                |                                  |          |             |             |  |  |                                  |       |
|  | Espanya                          | 6                                | 11 d'octubre - Paços de Ferreira |          |             |             |  |  |                                  |       |
|  | Japó                             | 0                                |                                  |          |             |             |  |  |                                  |       |
|  | Japó                             | 0                                | Espanya                          | 2        |             |             |  |  |                                  |       |
|  | 10 d'octubre - Paços de Ferreira |                                  | Espanya                          | 2        |             |             |  |  |                                  |       |
|  |                                  | Argentina                        | 3                                |          |             |             |  |  |                                  |       |
|  | Argentina                        | Argentina                        | 3                                | 4        |             |             |  |  |                                  |       |
|  | Argentina                        |                                  | 12 d'octubre - Paços de Ferreira | 4        |             |             |  |  |                                  |       |
|  | Alemanya                         | 0                                |                                  |          |             |             |  |  |                                  |       |
|  | Alemanya                         | 0                                | Argentina                        | 4        |             |             |  |  |                                  |       |
|  | 10 d'octubre - Paços de Ferreira |                                  | Argentina                        | 4        |             |             |  |  |                                  |       |
|  |                                  | Brasil                           | 1                                |          |             |             |  |  |                                  |       |
|  | Portugal                         | Brasil                           | 1                                | 2        |             |             |  |  |                                  |       |
|  | Portugal                         | 11 d'octubre - Paços de Ferreira |                                  | 2        |             |             |  |  |                                  |       |
|  | Estats Units                     | 0                                |                                  |          |             |             |  |  |                                  |       |
|  | Estats Units                     | 0                                | Portugal                         | 0        | Tercer lloc | Tercer lloc |  |  |                                  |       |
|  | 10 d'octubre - Paços de Ferreira |                                  | Portugal                         | 0        | Tercer lloc | Tercer lloc |  |  |                                  |       |
|  |                                  | Brasil                           | 2                                |          |             |             |  |  |                                  |       |
|  | Brasil                           | Brasil                           | 2                                | 1        | Espanya     | 2           |  |  |                                  |       |
|  | Brasil                           |                                  |                                  | 1        | Espanya     | 2           |  |  |                                  |       |
|  | França                           | 0                                |                                  | Portugal | 1           |             |  |  |                                  |       |
|  | França                           | 0                                |                                  |          | 1           |             |  |  |                                  |       |
|  |                                  |                                  |                                  |          |             |             |  |  | 12 d'octubre - Paços de Ferreira |       |
|  |                                  |                                  |                                  |          |             |             |  |  |                                  |       |

### Del novè al setzè lloc
| 10 d'octubre de 2002 9:00 |     |       |  |
| Anglaterra                | 9-2 | Índia |  |
|                           |     |       |  |

| 10 d'octubre de 2002 10:30 |      |            |  |
| Suïssa                     | 10-0 | Sud-àfrica |  |
|                            |      |            |  |

| 10 d'octubre de 2002 12:00 |      |          |  |
| Austràlia                  | 10-1 | Colòmbia |  |
|                            |      |          |  |

| 10 d'octubre de 2002 13:00 |     |       |  |
| Egipte                     | 1-8 | Mèxic |  |
|                            |     |       |  |

### Quarts de final
| 10 d'octubre de 2002 16:30 |     |      |  |
| Espanya                    | 6-0 | Japó |  |
|                            |     |      |  |

| 10 d'octubre de 2002 18:00 |     |          |  |
| Estats Units               | 0-2 | Portugal |  |
|                            |     |          |  |

| 10 d'octubre de 2002 19:30 |     |          |  |
| Argentina                  | 4-0 | Alemanya |  |
|                            |     |          |  |

| 10 d'octubre de 2002 21:00 |     |        |  |
| Brasil                     | 1-0 | França |  |
|                            |     |        |  |

### Del tretzè al setzè lloc
| 11 d'octubre de 2002 9:00 |     |          |                                |
| Índia                     | 3-4 | Colòmbia | Assistència: 2.500 espectadors |
|                           |     |          | Assistència: 2.500 espectadors |

| 11 d'octubre de 2002 10:30 |     |        |                                |
| Sud-àfrica                 | 3-6 | Egipte | Assistència: 2.500 espectadors |
|                            |     |        | Assistència: 2.500 espectadors |

### Del novè al dotzè lloc
| 11 d'octubre de 2002 12:00 |     |           |                                |
| Anglaterra                 | 2-3 | Austràlia | Assistència: 2.500 espectadors |
|                            |     |           | Assistència: 2.500 espectadors |

| 11 d'octubre de 2002 13:30 |     |       |                                |
| Suïssa                     | 7-1 | Mèxic | Assistència: 2.500 espectadors |
|                            |     |       | Assistència: 2.500 espectadors |

### Del cinquè al vuitè lloc
| 11 d'octubre de 2002 16:30 |     |          |                                |
| Japó                       | 0-8 | Alemanya | Assistència: 2.500 espectadors |
|                            |     |          | Assistència: 2.500 espectadors |

| 11 d'octubre de 2002 18:00 |     |        |                                |
| Estats Units               | 0-4 | França | Assistència: 2.500 espectadors |
|                            |     |        | Assistència: 2.500 espectadors |

### Semifinals
| 11 d'octubre de 2002 19:30 |     |           |                                |
| Espanya                    | 2-3 | Argentina | Assistència: 2.500 espectadors |
|                            |     |           | Assistència: 2.500 espectadors |

| 11 d'octubre de 2002 21:00 |     |        |                                |
| Portugal                   | 0-2 | Brasil | Assistència: 2.500 espectadors |
|                            |     |        | Assistència: 2.500 espectadors |

### Quinzè i setzè lloc
| 12 d'octubre de 2002 9:00 |     |            |                                |
| Índia                     | 0-2 | Sud-àfrica | Assistència: 2.000 espectadors |
|                           |     |            | Assistència: 2.000 espectadors |

### Tretzè i catorzè lloc
| 12 d'octubre de 2002 10:30 |     |       |                                |
| Anglaterra                 | 3-2 | Mèxic | Assistència: 2.000 espectadors |
|                            |     |       | Assistència: 2.000 espectadors |

### Onzè i dotzè lloc
| 12 d'octubre de 2002 12:00 |     |        |                                |
| Colòmbia                   | 7-3 | Egipte | Assistència: 2.000 espectadors |
|                            |     |        | Assistència: 2.000 espectadors |

### Novè i desè lloc
| 12 d'octubre de 2002 13:30 |     |        |                                |
| Austràlia                  | 4-3 | Suïssa | Assistència: 2.000 espectadors |
|                            |     |        | Assistència: 2.000 espectadors |

### Setè i vuitè lloc
| 12 d'octubre de 2002 16:30 |     |              |                                |
| Japó                       | 2-3 | Estats Units | Assistència: 2.000 espectadors |
|                            |     |              | Assistència: 2.000 espectadors |

### Cinquè i sisè lloc
| 12 d'octubre de 2002 18:00 |     |        |                                |
| Alemanya                   | 1-2 | França | Assistència: 2.000 espectadors |
|                            |     |        | Assistència: 2.000 espectadors |

### Tercer i quart lloc
| 12 d'octubre de 2002 19:30 |     |          |                                |
| Espanya                    | 2-1 | Portugal | Assistència: 2.000 espectadors |
|                            |     |          | Assistència: 2.000 espectadors |

### Final
| 12 d'octubre de 2002 21:00 |     |        |                                |
| Argentina                  | 4-1 | Brasil | Assistència: 2.000 espectadors |
|                            |     |        | Assistència: 2.000 espectadors |

| Argentina        |
| Campió ARGENTINA |

## Classificació final
| Equip | Equip        | Pts | PJ | PG | PE | PP | GF | GC | DG  | Rend  |
| ----- | ------------ | --- | -- | -- | -- | -- | -- | -- | --- | ----- |
| 1r    | Argentina    | 12  | 6  | 6  | 0  | 0  | 37 | 8  | +29 | 100%  |
| 2n    | Brasil       | 10  | 6  | 5  | 0  | 1  | 44 | 5  | +39 | 83,3% |
| 3r    | Espanya      | 10  | 6  | 5  | 0  | 1  | 41 | 5  | +36 | 83,3% |
| 4t    | Portugal     | 8   | 6  | 4  | 0  | 2  | 23 | 5  | +18 | 66,6% |
| 5è    | França       | 8   | 6  | 4  | 0  | 2  | 26 | 7  | +19 | 66,6% |
| 6è    | Alemanya     | 6   | 6  | 3  | 0  | 3  | 30 | 11 | +19 | 50%   |
| 7è    | Estats Units | 6   | 6  | 3  | 0  | 3  | 15 | 18 | -3  | 50%   |
| 8è    | Japó         | 3   | 6  | 1  | 1  | 4  | 12 | 18 | -6  | 25%   |
| 9è    | Austràlia    | 8   | 6  | 4  | 0  | 2  | 29 | 17 | +12 | 66,6% |
| 10è   | Suïssa       | 7   | 6  | 3  | 1  | 2  | 31 | 9  | +22 | 58,3% |
| 11è   | Colòmbia     | 4   | 6  | 2  | 0  | 4  | 16 | 47 | -31 | 33,3% |
| 12è   | Egipte       | 4   | 6  | 2  | 0  | 4  | 17 | 53 | -36 | 33,3% |
| 13è   | Anglaterra   | 6   | 6  | 3  | 0  | 3  | 24 | 20 | +4  | 50%   |
| 14è   | Mèxic        | 2   | 6  | 1  | 0  | 5  | 15 | 52 | -37 | 16,6% |
| 15è   | Sud-àfrica   | 2   | 6  | 1  | 0  | 5  | 7  | 48 | -41 | 16,6% |
| 16è   | Índia        | 0   | 6  | 0  | 0  | 6  | 6  | 49 | -43 | 0%    |